# AMD Alarus
L'AMD Alarus CH2000 è un aeroplano per aviazione generale a due posti con carrello triciclo fisso, utilizzato principalmente per l'addestramento al volo. È prodotto dalla Aircraft Manufacturing and Design Co. a Eastman, in Georgia. È un velivolo ad ala bassa, con un portello d'ingresso situato al di sopra di ogni semiala.

## Versioni
L'Alarus è stato offerto in due varianti:
- AMD Alarus CH2000 – Variante destinata all'aviazione generale.
- SAMA CH2000 Military Tactical Surveillance Aircraft (MTSA – Variante da sorveglianza e ricognizione), dotata di un sensore multi immagine agli infrarossi che offre alte prestazioni, precisione e immagini di alto livello. L'aereo, inoltre, è dotato di sistemi di comunicazione all'avanguardia per comunicazioni sicure aria-aria e aria-terra ed è attrezzato per missioni diurne e notturne.

## Utilizzatori
Iraq

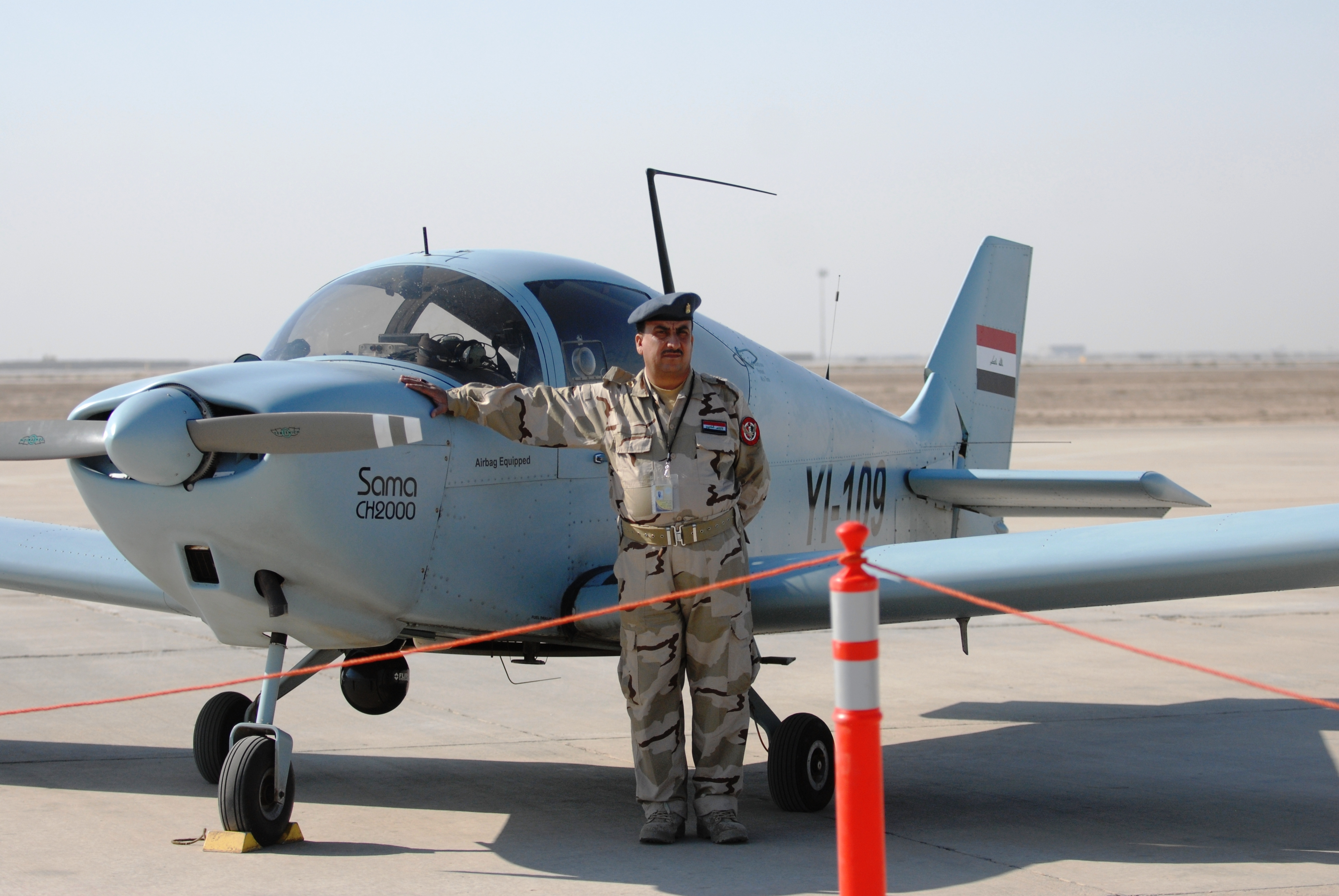
Un CH2000 dell'aeronautica irachena

- Al-Quwwat al-Jawwiyya al-'Iraqiyya

8 CH-2000 MTSA ricevuti nel 2005.
 Perù
- Fuerza Aérea del Perú

Fabbisogno stimato in 18 CH2000M, i primi 3 consegnati a dicembre 2018. Uno dei primi 3 esemplari consegnati a dicembre 2018, è precipitato a febbraio 2019. Ulteriori 4 esemplari sono stati ordinati a luglio 2019.
- Escuela de Aviación de la Universidad Alas Peruanas

4 CH-2000 ricevuti.